# Xã Carlton, Quận Hand, South Dakota
Xã Carlton (tiếng Anh: Carlton Township) là một xã thuộc quận Hand, tiểu bang Nam Dakota, Hoa Kỳ. Năm 2010, dân số của xã này là 17 người.